# Psiholingvistică
Psiholingvistica sau psihologia limbajului este o știință care se ocupă cu studiul factorilor psihologici și neurobiologici care permit omului să folosească, înțeleagă și să producă o anumită limbă.
Psiholingvistica studiază influențele pe care le exercită psihologia vorbitorilor, intențiile, atitudinile, în special gândirea și situațiile în care se află vorbitorii, asupra utilizării concrete a limbajului. În sens mai restrâns, psiholingvistica se ocupă cu mecanismele psihice ale limbajelor, cu facultățile gândirii – intelectul, rațiunea și speculațiunea – și limbajele specifice acestora – limbajul simbolic, noțional-verbal, categorial-speculativ.

	În cadrul rațiunii se folosește limbajul noțional, în cadrul intelectului cel simbolic-neverbal, iar în cadrul speculațiunii cel categorial. 
	De regula se confunda inteligența cu rațiunea. În timpul celui de-al doilea război mondial au apărut testele de inteligența ce erau utilizate pentru selectarea militarilor. După încetarea războiului, testele au fost introduse în toate domeniile (de ex. pentru angajare – s-a dovedit treptat că persoanele cu indice mare nu sunt cinstite).
	Rațional – cu un înalt simț moral
	Speculațio, speculum -  a oglindi, să ai capacitatea de a oglindi ceva, să-ți dai seama de desfășurarea unei acțiuni; în greacă – teoria.
	S-a pus problema celor trei facultăți ale gândirii atât din punct de vedere psihic cât și lingvistic.
	Hegel – cel mai mare filosof speculativ
	Oamenii cu intelect deosebit – cei care o înclinație deosebită spre matematică, spre științele exacte, pricepuți la calcule;
	Oamenii la care predomina rațiunea – marii conducători de culte, cu deosebite calități morale;
	Speculativii – fac teorii ale Universului (în fizică Einstein, Newton).
	Psihologia limbajului se ocupa doar de limbajul vorbit.
-	testele de speculativitate – măsoară speculațiunea
-	inteligența verbală ține atât de inteligență, cât și de rațiune.
Mai există două facultăți hibride: intelectul rațional și rațiunea speculativă.
În acest sens ne vor interesa performanțele gândirii în cadrul fiecărei facultăți; diferențierea persoanelor din perspectivă intelectuală, raționala, speculativă; celelalte criterii după care putem caracteriza o persoană; temperamente; caracterele (trăsăturile de caracter accentuate); problema creativității diferențiată pe facultăți ale gândirii, pa baza limbajelor; aplicațiile tehnice, moral-comportamentale și tehnico-științifice ale particularităților psiholingvistice ale personalităților umane.
FACULTĂȚILE GÂNDIRII
Primii filosofi greci vorbeau despre nous, iar indienii despre brahma ca despre un suflet universal, care punea ordine în univers. El era nu numai suflet, ci și gândire. Ulterior această ordine cosmică a fost trecută pe seama logosului (rațiune; cuvânt) – ordonează lumea.
La Aristotel, nous-ul începe să aibă sensul de minte,  logosul de rațiune, iar psyche de însuflețire. Tot la Aristotel apar și termenii de gândire intuitivă (noesis) și gândire discursivă (dianoia). Limbajul este legat de dianoia, de noțiune, judecată și raționament. Noesis este legată de inteligență. Acești termeni apar în Evul Mediu, intellectus (gândirea intuitiva; intuitus – gândire clara) și ratio.
În Evul Mediu apare și a treia facultate a gândirii numita speculatio (speculum – oglinda; în lb. greacă teoria – gândire teoretică; a teoretiza = a ridica ceva la nivelul speculațiunii).
Și la Aristotel apare termenul de gândire speculativă atunci când este vorba de divinitate, de transcendență.
Immanuel Kant (1724-1804) – face distincția între sensibilitate și intelect, și între intelect, rațiune și speculațiune.
Intelect – se referă la obiectele perceptibile senzorial, la stări de fapt și la situații obiectuale. 
Rațiune – se ocupa cu formele gândirii, referitoare la esența lucrurilor individuale exprimabile prin cuvinte articulate. Esența se refera la ce este-le lucrului individual; nu e vizibilă, ci conceptibilă, de aceea are nevoie de cuvântul exprimat.
Speculațiune – din punct de vedere ontologic se refera la totalitatea de obiecte, la procesualități și la aspectele transcendente, care trec dincolo de lumea noastră perceptiv-senzorială.
Ex.: om – esență; umanitate – se refera la tot ce tine de om; ține de speculațiune;
Din punct de vedere psihologic – care sunt mecanismele psihice ale intelectului, rațiunii și speculațiunii? Nu putem realiza dacă un om gândește decât prin expresia lingvistică, care nu înseamnă numai vorbire.
INTELECT (INTELIGENȚĂ)
Intellectus, intelligo – a înțelege
Intelect – înțelegere
Referința ontica (ontos - obiect) = Domeniu de referință
Intelectul se referă la obiecte sensibile, la proprietăți ale obiectelor sensibile și la relațiile între acestea.
Obiectele sunt :
-	naturale: piatră, frunză, astrele, planetele, galaxiile (objacio – a sta în față, a se opune, a sta la baza senzațiilor și percepțiilor); 
Nu există obiecte care să nu fie perceptibile senzorial (perceptibil senzorial = a putea fi recepționate cu cel puțin unul din cele cinci simțuri). Proprietățile sunt legate de obiecte. Aristotel: Proprietățile sunt obiecte. 
Proprietățile sunt de două tipuri: permanente și accidentale. 
Relațiile sunt raporturi între obiecte sau între obiecte și proprietăți. 
În măsura în care intelectul se referă la obiecte și proprietăți, deci la aspecte senzorial-perceptive, se referă la sensibilitate. Dacă se referă la relații, se refera la gândire, căci relațiile nu sunt perceptibile. Din această cauză relațiile sunt inteligibile.
Obiectul este diferit de lucru. Cel din urmă este lucrat, este făcut de cineva, poate fi unealtă sau instrument sau produs. Acestea nu sunt făcute la voia întâmplării, ci pe baza unor relații inteligibile.